# كاثي ليندن
كاثي ليندن (بالإنجليزية: Kathy Linden)‏ هي مغنية أمريكية، ولدت في 1938.

## وصلات خارجية
- كاثي ليندن على موقع ميوزك برينز (الإنجليزية)
- كاثي ليندن على موقع ديسكوغز (الإنجليزية)